# Elia System Operator

Elia System Operator é a maior empresa de energia elétrica da Belgica, foi fundada em 28 de junho de 2001 após uma grande separação jurídica ocorrida no mercado de energia elétrica belga, atualmente atua em toda a Bélgica e está cotada na Euronext desde o dia 20 de junho de 2005a partir de 19 de março de 2012 passou a integrar a Bel 20 que é o principal índice da Euronext Bruxelas.
A empresa é proprietária de toda a rede elétrica de alta tensão da Bélgica (150 até 380 KWs) e de 5.608 km de linhas elétricas aéreas e de 2.775 km de linhas de energia subterrâneas.A concessão da empresa para operar o sistema belga de energia elétrica vence em 2021.A Elia tem também uma subsidiária chamada Elia Grid International que presta consultoria para empresas do ramo de energia elétrica no exterior.
Em dezembro de 2014 os ativos totais da companhia eram de 5,697 bilhões de euros.
A cooperativa Publi-T (que representa todos os municípios da Bélgica é a maior acionista da empresa com 45,08% das ações.

## Operações na Alemanha

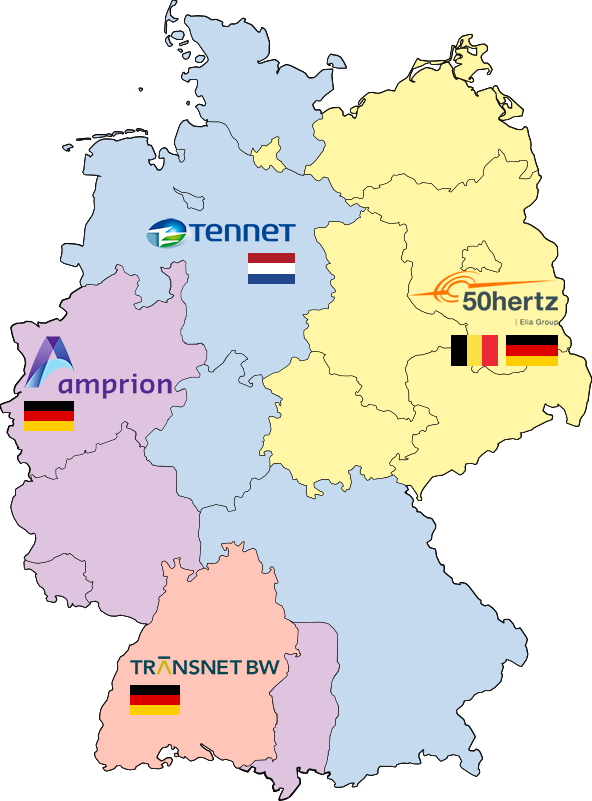
Mapa da atuação das empresas de energia elétrica na Alemanha.

Opera também na Alemanha atráves da empresa 50Hertz Transmission após a compra de 60% da 50Hertz Transmission GmbH e que pertencia a empresa Sueca Vattenfall por 278 milhões de euros, os outros 40% foram comprados pelo fundo de investimentos australiano IMF que pagou 185,8 milhões de euros, no total a aquisição foi de 464,6 milhões de euros. Em maio de 2010 a operação de aquisição foi aprovada pela autoridades de concorrência da Europa.